# Notre-Dame-de-Tréminou

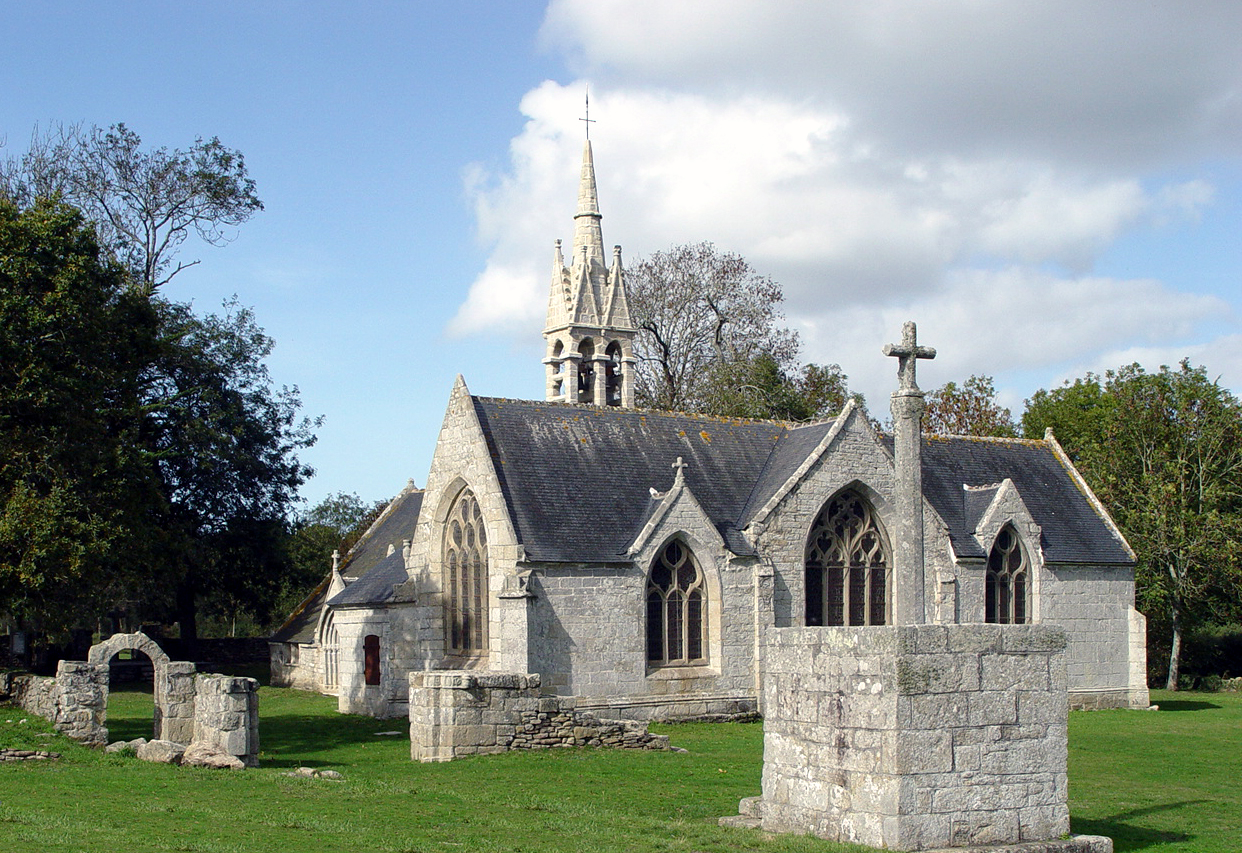
Kreuz und Kapelle

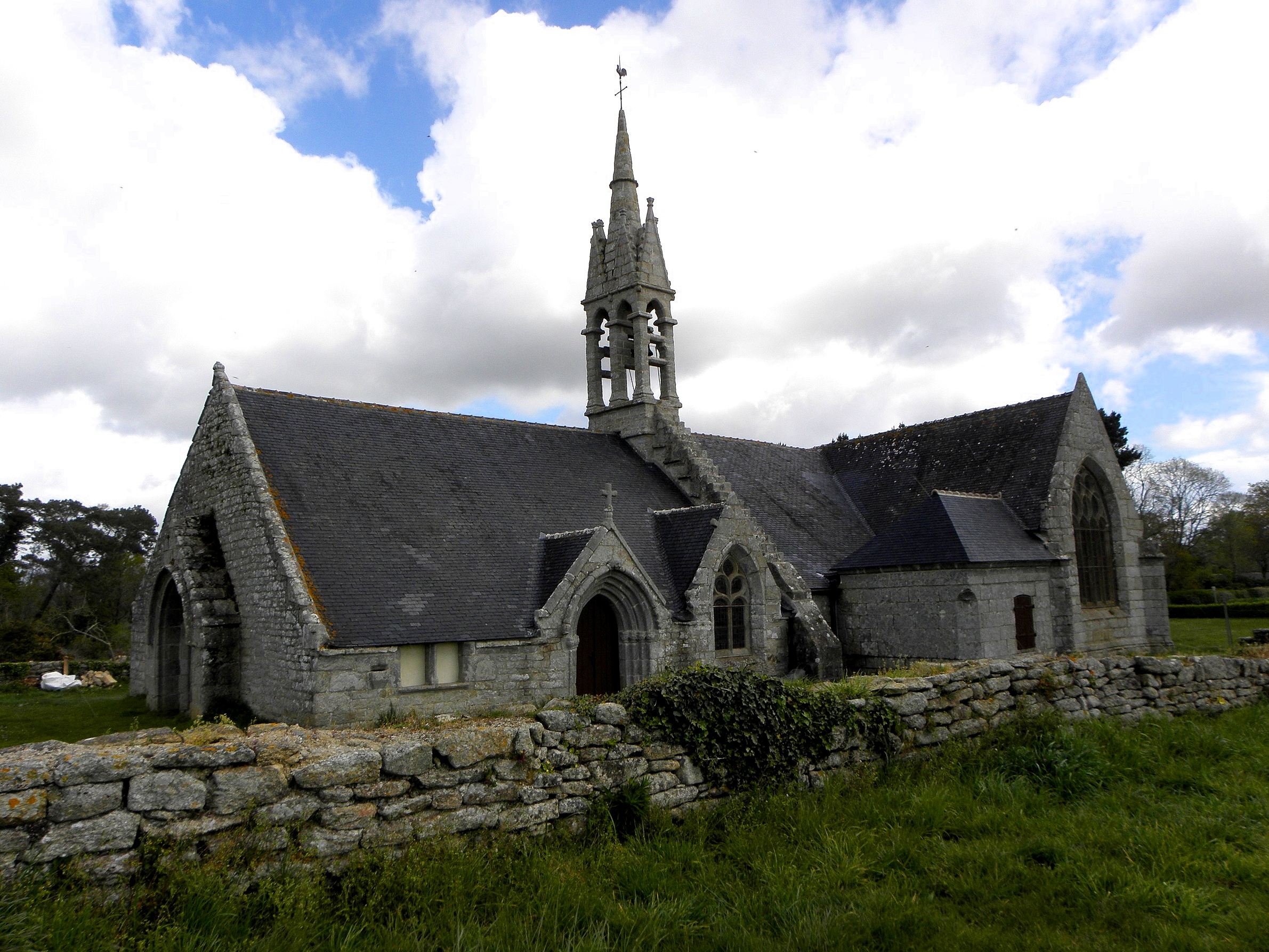
Ansicht von Südwesten

Notre-Dame-de-Tréminou ist eine römisch-katholische Kapelle in Plomeur im Département Finistère in der Bretagne. Die Kapelle und das Kreuz hinter dem Chor, der Rest eines Kalvarienberges, sind seit 1926 als Monument historique klassifiziert.

## Geschichte
Die Kapelle Notre-Dame-de-Tréminou entstand im Kern im 13. Jahrhundert. Das dreischiffige Langhaus erhielt seine Gestalt im 15. Jahrhundert, im 16. Jahrhundert wurde der Langchor hinzugefügt, der für die Region typisch dem Grundriss eines Taukreuzes folgt. Über dem Chorbogen erhebt sich ein steinerner Glockendachreiter. Der Chor sowie die dem Chor querhausartig angefügten Seitenkapellen besitzen große Maßwerkfenster im Stil der Flamboyantgotik. Die Sakristei wurde im 17. Jahrhundert hinzugefügt.